# Gli sdraiati
Gli sdraiati è un film del 2017, diretto da Francesca Archibugi, liberamente tratto dal romanzo omonimo di Michele Serra.

## Trama
Giorgio Selva è un famoso giornalista televisivo, presentatore del programma TV "Lettere all'Italia". Ha avuto con la sua ex moglie Livia un figlio di nome Tito, che trascorre metà del tempo con il padre e metà con la madre. Il rapporto tra padre e figlio è piuttosto complicato: Tito è un diciassettenne che trascorre le giornate con i suoi amici della "Banda dei froci" e cerca in ogni modo di evitare le attenzioni del padre, sempre più pressanti; Giorgio, che non riesce a superare la rottura con Livia, cerca di recuperare un rapporto sincero con il figlio, senza accorgersi che con la sua insistenza sta allontanando da sé Tito. Giorgio mantiene peraltro un buon rapporto con il suocero Pinin, un tassista burlone con cui anche Tito va d'accordo.
Tutto cambia quando Tito incontra la sua nuova compagna di classe, Alice, figlia di Rosalba, ex cameriera della famiglia Selva ed ex amante di Giorgio. Anche Alice vive un rapporto conflittuale con la madre, la quale vorrebbe sapere di più della vita della figlia, ma questa si chiude in sé stessa, proprio come fa Tito. Tra i due giovani scoppia subito l'amore e ciò porterà a diversi problemi nella vita di Tito, che ben presto vede incrinarsi il rapporto con i suoi amici, che trascura spesso per stare con Alice. Ma anche Giorgio vivrà molto male questa relazione, in quanto teme che Alice possa essere la figlia avuta durante il periodo in cui la sua amante era Rosalba.
Dopo una festa in cui gli amici di Tito e, in particolare, Lombo, fanno di tutto per far sentire Alice estranea al loro gruppo, lei lascia Tito e lui incolpa Lombo della rottura, spezzando la loro amicizia. Il giorno seguente, Tito vede a scuola Alice parlare con un altro ragazzo e andare via, così per seguirli sale sul tetto della scuola, ma qui scivola e cade nel cortile rompendosi una gamba. Trasportato d'urgenza in ospedale, ha un'altra lite con il padre, a causa del suo istinto iperprotettivo verso il figlio. Qui Giorgio, a causa della lite, ha un malore, ma si riprende improvvisamente quando apprende della rottura tra il figlio e Alice, credendo che i problemi legati alla sua relazione con Rosalba siano scomparsi.
Poco tempo dopo Giorgio convince Tito ad intraprendere insieme una psico-terapia, per cercare di risolvere i loro conflitti. Il figlio accetta e grazie alle domande dello psicologo emergono i problemi tra i due. Nel frattempo Alice perdona Tito, riprendendo la relazione, mentre il padre apprende da Rosalba che Alice fu concepita durante un periodo in cui lei faceva la prostituta in un albergo, fugando così ogni dubbio circa la sua paternità.
In seguito ad una scommessa persa Tito va nel luogo che più odia al mondo, la casa del padre in Liguria. I due fanno insieme un'escursione, durante la quale hanno modo di confrontarsi e recuperano il loro rapporto: Tito accetta la presenza del padre nella sua vita e Giorgio permette al figlio di volare con le proprie ali.

## Colonna sonora
La colonna sonora del film è stata composta da Battista Lena. Per il trailer, invece, è stata usata la canzone "Redemption Song" di Bob Marley

### Tracce
1. Titoli di testa – 3:23 (musica: Battista Lena)
2. Annalisa – 1:52 (musica: Battista Lena)
3. Giambellino – 2:02 (musica: Battista Lena)
4. Giorgio Racconta – 2:50 (musica: Battista Lena)
5. Alice e Tito – 0:58 (musica: Battista Lena)
6. Al Colle Della Nasca – 6:34 (musica: Battista Lena)
7. Arrivo in stazione – 1:03 (musica: Battista Lena)
8. Lettere all'Italia – 0:57 (musica: Battista Lena)
9. Pinin – 3:49 (musica: Battista Lena)
10. Arco della Pace – 2:21 (musica: Battista Lena)
11. Giorgio da Rosalba – 2:31 (musica: Battista Lena)
12. Gli alleli non coincidono – 1:13 (musica: Battista Lena)
13. Alice chi? – 3:28 (musica: Battista Lena)
14. Gli sdraiati - Piano Version – 2:38 (musica: Battista Lena)
15. Gli sdraiati – 3:54 (musica: Battista Lena)